# Nkechi Akashili
Nkechi Akashili (Warri, 22 febbraio 1990) è un'ex cestista nigeriana.

## Carriera
Con la Nigeria ha disputato i Campionati mondiali del 2018.